# Takashige Ichise
Takashige Ichise (jap. 一瀬隆重; * 18. Januar 1961 in Kōbe) ist ein japanischer Filmproduzent und Drehbuchautor.
1992 gründete Taka Ozla Pictures mit dem Ziel japanische Coproduktionen für den internationalen Markt zu finanzieren.

## Filmproduzent
- 1988: Doomed Megalopolis (Teito monogatari) (Anime)
- 1993: H.P. Lovecraft’s Necronomicon (Necronomicon)
- 1993: American Yakuza (American Yakuza)
- 1995: Fist of the North Star – Der Erlöser (Hokuto no Ken)
- 1995: Crying Freeman – Der Sohn des Drachen (Crying Freeman)
- 1995: Ring (Ringu)
- 1998: Ring – Spiral (Rasen)
- 1999: Ring 2 (Ringu 2)
- 2000: Ring 0 (Ringu 0: Bâsudei)
- 2000: Juon: The Curse (Ju-on) (V-Cinema)
- 2000: Juon: The Curse 2 (Ju-on 2) (V-Cinema)
- 2002: Dark Water (Honogurai mizu no soko kara)
- 2003: Ju-on: The Grudge (Ju-on: The Grudge)
- 2003: Ju-on: The Grudge 2 (Ju-on: The Grudge 2)
- 2004: Infection (Kansen)
- 2004: Premonition (Yogen)
- 2004: The Grudge – Der Fluch (The Grudge) (US-Remake)
- 2005: Noroi (Noroi)
- 2005: Reincarnation (Rinne)
- 2005: Inferno (Kidan)
- 2006: Retribution (Sakebi)
- 2006: Der Fluch – The Grudge 2 (The Grudge 2) (US-Remake)
- 2007: Kaidan (Kaidan)
- 2008: Shutter – Sie sehen dich (Shutter) (US-Remake)
- 2014: Flug 7500 – Sie sind nicht allein (Flight 7500)